# Стара синагога (Ерфурт)
50°58′43″ пн. ш. 11°01′45″ сх. д. / 50.9786° пн. ш. 11.0293° сх. д.
Стара синагога (нім. Alte Synagoge) в Ерфурті, Німеччина — одна з найкраще збережених середньовічних синагог у Європі, її найстаріші частини датуються кінцем XI століття. Більшість частин будівлі датуються приблизно 1250—1320 роками. Вважається, що це найстаріша будівля синагоги, яка досі збережена у Європі.
З 2009 року використовується як музей місцевої історії євреїв. Тут зберігається Ерфуртський скарб, скарб середньовічних монет, роботи золотих майстрів і коштовностей, знайдений у 1998 році. Тут також є факсиміле Ерфуртських єврейських рукописів, важливої колекції релігійних текстів XII—XIV століть, які належали середньовічній єврейській громаді Ерфурта.
Проект «Історичні синагоги Європи», який виконує Центр єврейського мистецтва Єврейського університету в Єрусалимі, присвоїв Старій синагозі в Ерфурті найвищий рейтинг важливості: 4 (міжнародний) — «Будівля має видатну архітектуру та історичне значення».
У 2023 року належить до списку Світової спадщини ЮНЕСКО в Німеччині.

## Історія та збереження

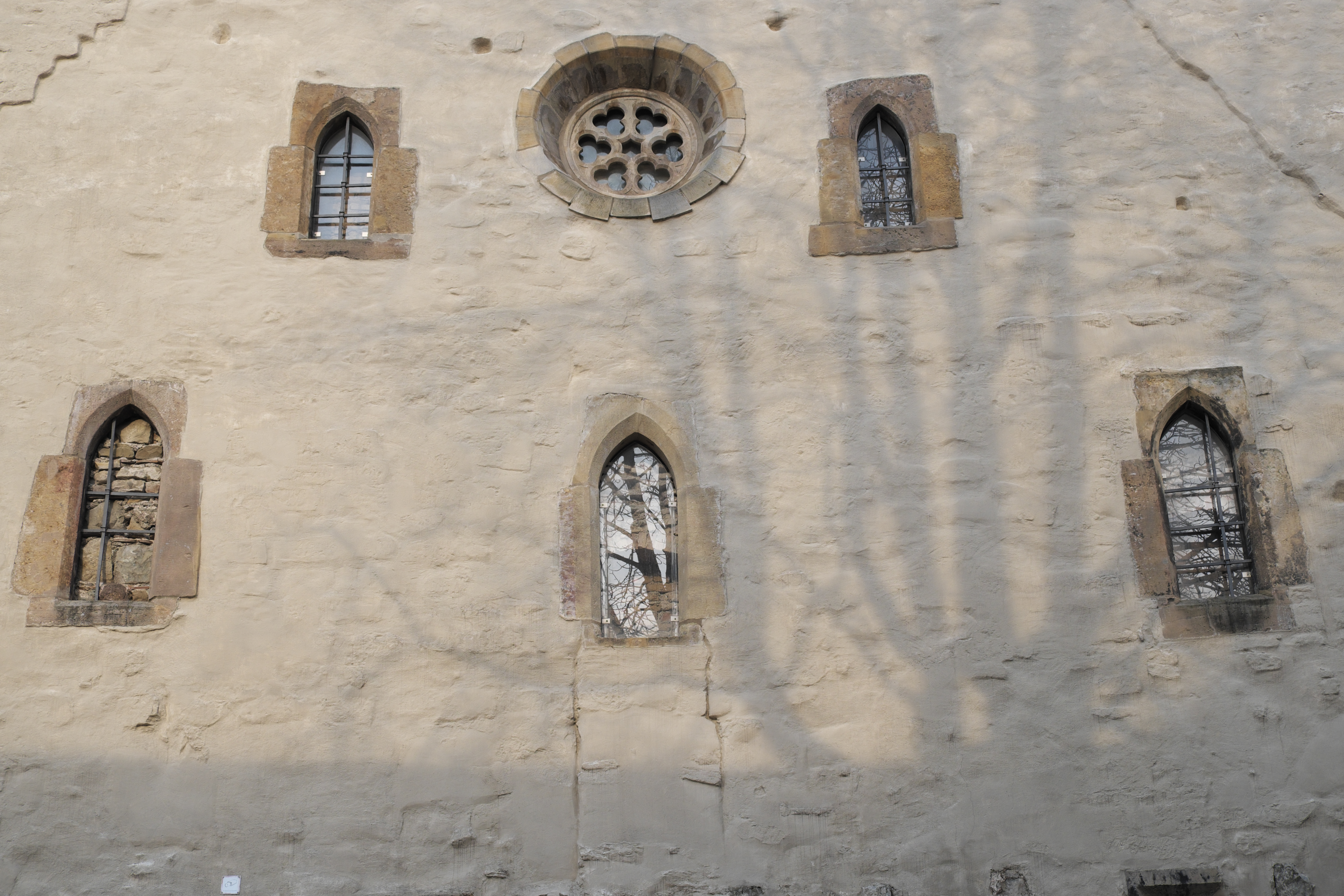
Вікна західного фасаду, бл.1270

Найстаріші частини будівлі за дендрохронологією датуються 1094 роком. У 12 столітті був другий етап будівництва, від якого збереглася частина західної стіни з подвійним арковим вікном з пісковику.
Близько 1270 року була побудована більша синагога, яка включала частини попередньої будівлі. З цього часу походить західний фасад із п'ятьма стрілчастими вікнами та великим вікном-розеткою. На початку 1300-х років його розширили та додали ще один поверх.
Після Ерфуртської різанини 1349 року, під час якої єврейське населення було вбито та вигнано з міста, синагога була пошкоджена. Місто Ерфурт взяло будівлю у власність і пізніше продало її місцевому купцю. Його переобладнали під склад, а під ним побудували склепінчастий льох. Перебудова суттєво змінила інтер'єр будівлі. Протягом наступних 500 років він використовувався для зберігання товарів.
Починаючи з 19-го століття, будівля мала різне призначення і в різні періоди мала бальний зал, ресторан і навіть дві доріжки для боулінгу. Ці зміни та зміни в навколишніх будівлях означали, що про Стару синагогу, яка розташована на задній ділянці у вузькому провулку, майже забули. Її історія була невідома, що допомогло захистити його під час нацистського періоду.
Лише наприкінці 1980-х років інтерес до старої будівлі прокинувся. Історик архітектури Ельмар Альтвассер почав досліджувати його в 1992 році. Міська рада Ерфурта придбала це майно в 1998 році, ретельно його досліджувала та консервувала.
У 2007 році рідкісна і особливо добре збережена єврейська ритуальна лазня, Міква, датована приблизно 1250 роком, була виявлена археологами неподалік від Старої синагоги, поблизу Ерфуртського Krämerbrücke (Купецького мосту). Міква доступна для відвідувачів під час екскурсій з вересня 2011 року.
З 2023 року Стара синагога, Міква та «Кам'яний дім», світська будівля близько 1250 року в середньовічному центрі Ерфурта, власниками якої були євреї, були разом визнані як об'єкт Всесвітньої спадщини.

## Музей

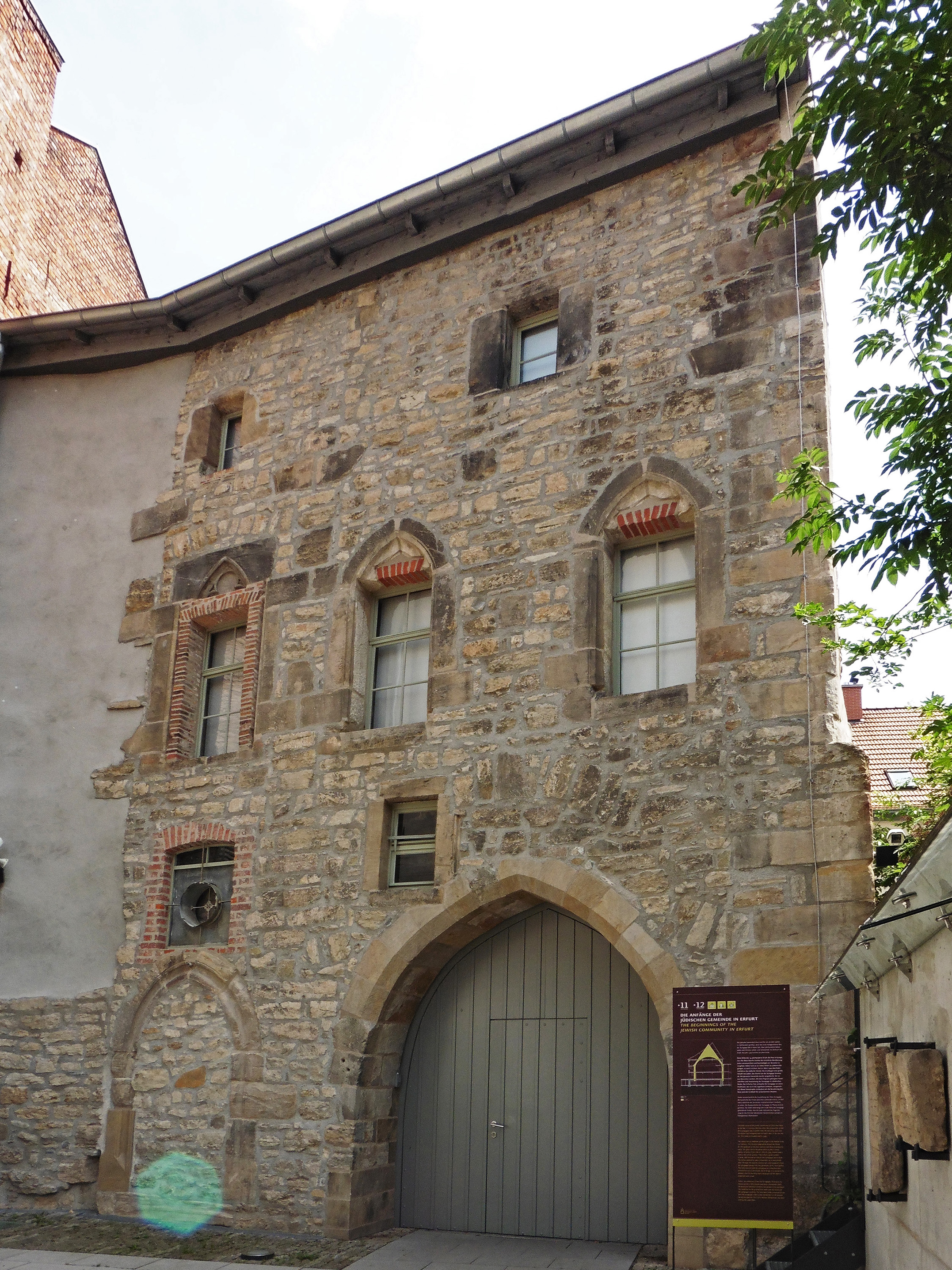
Вхід до будівлі Старої синагоги з внутрішнього двору музею, північно-західний фасад

Стару синагогу було відкрито як музей 27 жовтня 2009 року.
У музеї постійно зберігається Ерфуртський скарб, скарб із 3141 срібної монети вагою 24 кг, а також понад 700 предметів ювелірної роботи та ювелірних виробів, які, як вважають, належав місцевому купцю Кальману, який сховав їх в очікуванні єврейського погрому в Ерфурті в 1349 році, під час якого загинув і сам. Колекцію було знайдено в 1998 році в стіні будинку за адресою Michaelisstraße 43, у середньовічному єврейському районі, біля синагоги. Скарб виставлявся в Берліні, Парижі, Лондоні, Нью-Йорку та Тель-Авіві.
Він також демонструє факсиміле Ерфуртських єврейських рукописів, колекції важливих релігійних текстів, що датуються 12-14 століттями. Вони потрапили до міської ради Ерфурта після Ерфуртської різанини, а наприкінці 17 століття опинилися в бібліотеці лютеранського євангельського служіння в колишньому монастирі августинців Ерфурта. У 1880 році міністерство продало їх Королівській бібліотеці в Берліні, сучасній Берлінській державній бібліотеці, де зараз зберігаються оригінали.

### Ерфуртська Тосефта
Одним із Ерфуртських рукописів є Тосефта, частина збірки усного закону або усної Тори, яку приписують єврейським вченим таннаїмам, які переважно жили в Палестині приблизно з 0 року н. е. до бл. 200 р. н. е.. Не всі вчені погоджуються, але зазвичай вважається, що він забезпечує тлумачення незрозумілих розділів Мішни, основної книги єврейської правової теорії юдаїзму..
Тосефта рідко копіювалася, і Ерфуртська тосефта 12 століття є найстарішим із трьох відомих рукописів Тосефти. Дві інші — це Віденська тосефта, кінець 13 століття, яка зберігається в Австрійській національній бібліотеці, і Лондонська тосефта, 15 століття, яка зберігається у Британській бібліотеці..
Мойсей Самуїл Цукермандль (також Цукермандель) був першим, хто вказав на важливість Ерфуртської тосефти у своєму фундаментальному дослідженні про неї, опублікованому німецькою мовою в 1876 році.

## Інші синагоги в Ерфурті
Мала синагога (нім. Kleine Synagoge) була побудована в 1840 році і використовувалася до 1884 року. У 1998 році була відреставрована і зараз використовується як місце для проведення заходів. Будівля має класичний вплив на фасад і інтер'єр.
У 1884 році громада побудувала Велику синагогу (нім. Große Synagoge), чудову будівлю мавританського відродження. Вона була знищений під час нацистських заворушень під час Кришталевої ночі в ніч з 9 на 10 листопада 1938 року.
У 1947 році територія Великої синагоги, яка була конфіскована нацистами, була повернута єврейській громаді міською радою Ерфурта. Нова синагога (нім. Neue Synagoge), яка була побудована на місці, відкрита 31 серпня 1952 року. Нову будівлю фінансував уряд НДР, і це була єдина повністю нова синагога, коли-небудь побудована в країні.
Саме Нова синагога використовується для богослужінь сьогоднішньою єврейською громадою в Ерфурті.